# 허숙정
허숙정(許淑湞, 1975년 3월 19일~)은 대한민국의 군인, 성인발달장애인 권익 옹호 활동가 출신 정치인이다.

## 학력
- 군산남중학교 졸업
- 덕문여자고등학교 졸업
- 서울여자대학교 국어국문학 학사

## 경력
- 대한민국 육군 제30기계화보병사단 인사, 안전장교
- 대한민국 육군 중위
- 한가람테크㈜ 대표
- 성인발달장애인 권익옹호활동가
- 김포시 주민참여예산위원회 위원
- 운양초등학교 교원능력개발평가 관리위원
- 제7회 전국동시지방선거 더불어민주당 이재명 경기도지사 후보 여성본부 김포시 지역위원회 위원장
- 민주평화통일자문회의 김포시 협의회 자문위원
- 제22대 국회의원 선거 인천 서구 병 더불어민주당 국회의원 예비후보

### 의정 활동
- 2023년 9월 20일~2024년 5월 29일: 제21대 국회의원(비례대표, 더불어민주당, 초선)
  - 2023.10 ~ 2024.05: 제21대 국회 후반기 과학기술정보방송통신위원회 위원
  - 2023.10 ~ 2024.05: 제21대 국회 후반기 여성가족위원회 위원
  - 2024.02 ~ 2024.02: 제21대 국회 대법관(신숙희·엄상필) 임명동의에 관한 인사청문 특별위원회 위원

## 역대 선거 결과
| 실시년도 | 선거  | 대수 | 직책     | 선거구   | 정당       | 득표수      | 득표율         | 순위         | 당락 | 비고       |
| -------- | ----- | ---- | -------- | -------- | ---------- | ----------- | -------------- | ------------ | ---- | ---------- |
| 2020년   | 총선  | 21대 | 국회의원 | 비례대표 | 열린민주당 | 1,512,763표 | \| \| 5.42% \| | 비례대표 5번 |      | 초선, 승계 |
|          | 5.42% |      |          |          |            |             |                |              |      |            |

## 같이 보기
- 대한민국 제21대 국회의원 선거 열린민주당 후보 목록#비례대표